# Milad De Nour Tour
Il Milad De Nour Tour, conosciuto fino al 2009 come Tour of Milad du Nour) è una corsa a tappe maschile di ciclismo su strada che si disputa in Iran ogni anno nel mese di settembre. Creata nel 2005 è inserita nel calendario del circuito continentale UCI Asia Tour classe 2.2.

## Albo d'oro
Aggiornato all'edizione 2011.
| Anno    | Vincitore         | Secondo            | Terzo                  |
| ------- | ----------------- | ------------------ | ---------------------- |
| 2005    | David McCann      | Omar Hasanein      | Siros Hashemzadeh      |
| 2006    | Ghader Mizbani    | Siros Hashemzadeh  | Hossein Askari         |
| 2007    | Ghader Mizbani    | Ahad Kazemi Sarai  | Hossein Askari         |
| 2008    | Ahad Kazemi Sarai | Hossein Alizadeh   | Siros Hashemzadeh      |
| 2009    | Mahdi Sohrabi     | Abbas Saeidi Tanha | Ramin Mehrabani        |
| 2010    | Ramin Mehrabani   | Farshad Salehian   | Arvin Moazzemi Godarzi |
| 2011    | Ghader Mizbani    | Hossein Alizadeh   | Amir Zargari           |
| 2012-15 | non disputata     | non disputata      | non disputata          |